# Submyotodon moupinensis
Submyotodon moupinensis és una espècie de ratpenat de la família dels vespertiliònids. És endèmic del sud de la Xina. Té una llargada de cap a gropa de 40 mm, els avantbraços de 33 mm, la cua de 38 mm, les potes de 7,5 mm i les orelles de 12 mm. Té un lòbul arcat a la base de cada pavelló auricular. El seu nom específic, moupinensis, significa 'de Muping' en llatí.